# Democratische Bond van Noord- en Zuid-Nederland
Het Democratische Bond van Noord- en Zuid-Nederland was een democratisch socialistische en Groot-Nederlandse vereniging in België en Nederland.
De organisatie groeide in 1873 uit de Nederlands-Vlaamse Werkliedencongressen van de Eerste Internationale. Doelstellingen van de Bond waren het sociaaldemocratische gedachtegoed te verspreiden onder burgers en arbeiders, en hen voor te bereiden op "de federatieve republiek tussen de tegenwoordige en toekomende provinciën van Noord- en Zuid-Nederland". Onder deze doelstellingen vielen onder andere scheiding van kerk en staat, algemeen kiesrecht, inrichting van de arbeid door de staat en kosteloos onderwijs.
De vereniging bestond uit vijf afdelingen: Amsterdam, Rotterdam, Utrecht, Antwerpen en Brussel. De Nederlandse afdelingen werden al snel opgeheven. In Antwerpen bleef de Bond enige maanden bestaan.

## Ondergang
In De Werker, het spreekorgaan van de Internationale in België, ontkende de redactie de relatie tussen de Internationale en de Bond. Volgens hen had de Bond te veel kritiek op de Internationale en zou de bond te bourgeois zijn. Na dit incident is niets meer van de Bond vernomen. Deze ondergang viel samen met de val van de eerste Internationale en de voornamelijk nationale organisatie van de arbeiders. Hoewel er Vlaams-Nederlandse contacten bleven bestaan, betekende deze ontwikkeling op organisatorisch vlak het einde van Groot-Nederlandse socialistische samenwerking tot het interbellum.